# العلاقات الكويتية المغربية
العلاقات الكويتية المغربية هي العلاقات الثنائية التي تجمع بين الكويت والمغرب.

## تاريخ
بتاريخ 8 ماي 2024، استقبل الحسن الداكي، الوكيل العام للملك لدى محكمة النقض رئيس النيابة العامة، عادل ماجد بورسلي، رئيس المجلس الأعلى للقضاء الكويتي رئيس محكمة التمييز، والوفد المرافق له.
بتاريخ 7 ماي 2024، استقبل محمد عبد النباوي، الرئيس الأول لمحكمة النقض، الرئيس المنتدب للمجلس الأعلى للسلطة القضائية، عادل ماجد بورسلي، رئيس المجلس الأعلى للقضاء، رئيس محكمة التمييز بدولة الكويت، الذي يقوم بزيارة عمل إلى المغرب رفقة وفد رفيع المستوى.
بتاريخ 6 مارس 2024، استقبل رئيس مجلس المستشارين النعم ميارة، بمدينة الرباط، رئيس الديوان الوطني لحقوق الإنسان بدولة الكويت، جاسم مبارك المباركي، في إطار تعزيز العلاقات الأخوية بين البلدين الشقيقين.
في 6 يوليوز 2020: عين الملك محمد السادس، سفيراً جديداً في الكويت وهو علي بنعيسى.
بتاريخ 25 يناير 2024، استقبل رئيس مجلس النواب المغربي راشيد الطالبي العلمي، بمدينة الرباط رئيس مجموعة الصداقة البرلمانية لدولة الكويت حمد محمد المطر، من أجل تباحث وتعزيز سبل التعاون والحوار البرلماني الثنائي ومجموعة من القضايا ذات الاهتمام المشترك إقليميا ودوليا.
وتكرس هذه المباحثات، عمق العلاقات التاريخية التي تجمع المملكة المغربية ودولة الكويت، كما تعكس دعم ومساندة الكويت للمغرب إزاء مغربية الصحراء.

## مقارنة بين البلدين
هذه مقارنة عامة ومرجعية للدولتين:
| وجه المقارنة                                              | الكويت        | المغرب                                 |
| --------------------------------------------------------- | ------------- | -------------------------------------- |
| المساحة (كم2)                                             | 17.82 ألف     | 710.85 ألف                             |
| عدد السكان (نسمة)                                         | 4.14 مليون    | 36.07 مليون                            |
| الكثافة السكانية (ن./كم²)                                 | 232.32        | 50.74                                  |
| العاصمة                                                   | مدينة الكويت  | الرباط                                 |
| اللغة الرسمية                                             | اللغة العربية | اللغة العربية، اللهجة المغربية الدارجة |
| العملة                                                    | دينار كويتي   | درهم مغربي                             |
| الناتج المحلي الإجمالي (بليون دولار)                      | 120.13 مليار  | 109.14 مليار                           |
| الناتج المحلي الإجمالي (تعادل القوة الشرائية) بليون دولار | 290.53 مليار  | 274.06 مليار                           |
| الناتج المحلي الإجمالي الاسمي للفرد دولار أمريكي          | 29.30 ألف     | 2.88 ألف                               |
| الناتج المحلي الإجمالي للفرد دولار أمريكي                 | 73.25 ألف     | 7.49 ألف                               |
| مؤشر التنمية البشرية                                      | 0.816         | 0.628                                  |
| رمز المكالمات الدولي                                      | +965          | +212                                   |
| رمز الإنترنت                                              | .kw           | .ma                                    |
| المنطقة الزمنية                                           | ت ع م+03:00   | ت ع م+01:00                            |

## منظمات دولية مشتركة
يشترك البلدان في عضوية مجموعة من المنظمات الدولية، منها:
| علم المنظمة | اسم المنظمة                                 | تاريخ انضمام الكويت | تاريخ انضمام المغرب |
| ----------- | ------------------------------------------- | ------------------- | ------------------- |
|             | المصرف العربي للتنمية الاقتصادية في أفريقيا | ?                   | ?                   |
|             | يونسكو                                      | 18 نوفمبر 1960      | 7 نوفمبر 1956       |
|             | الاتحاد البريدي العالمي                     | ?                   | ?                   |
|             | البنك الدولي للإنشاء والتعمير               | 13 سبتمبر 1962      | 25 أبريل 1958       |
|             | البنك الإفريقي للتنمية                      | ?                   | ?                   |
|             | منظمة الشرطة الجنائية الدولية               | ?                   | ?                   |
|             | الأمم المتحدة                               | 14 مايو 1963        | 12 نوفمبر 1956      |
|             | مؤسسة التنمية الدولية                       | 13 سبتمبر 1962      | 29 ديسمبر 1960      |
|             | الصندوق العربي للإنماء الاقتصادي والاجتماعي | ?                   | ?                   |
|             | منظمة التعاون الإسلامي                      | ?                   | 25 سبتمبر 1969      |
|             | المنظمة الهيدروغرافية الدولية               | ?                   | ?                   |
|             | منظمة التجارة العالمية                      | ?                   | 1995                |
|             | وكالة ضمان الاستثمار متعدد الأطراف          | 12 أبريل 1988       | 17 سبتمبر 1992      |
|             | جامعة الدول العربية                         | 20 يوليو 1961       | 1 أكتوبر 1958       |
|             | الاتحاد الدولي للاتصالات                    | 14 أغسطس 1959       | 1 نوفمبر 1956       |
|             | مؤسسة التمويل الدولية                       | 13 سبتمبر 1962      | 30 أغسطس 1962       |
|             | صندوق النقد العربي                          | ?                   | ?                   |
|             | منظمة حظر الأسلحة الكيميائية                | ?                   | ?                   |
|             | المركز الدولي لتسوية المنازعات الاستشارية   | 4 مارس 1979         | 10 يونيو 1967       |

## وصلات خارجية
- موقع وزارة الخارجية الكويتية
- موقع وزارة الخارجية المغربية